# Romance Privacy
「Romance Privacy」（日语：ロマンス・プライバシー）是French Kiss的第5張單曲。於2012年7月18日由avex Entertainment Inc.發行。

## 概要
分為CD+DVD TYPE-A、CD+DVD TYPE-B、CD+DVD TYPE-C、劇場盤的4種形式發售。TYPE-A、TYPE-B、TYPE-C附有初回限定特典和成員獨唱3種+集合1種的原創閃卡其中1種隨機封入。集合1種可以有2012年7月舉行小型Live的参加券。還有初回限定盤附有「ワタ鍋会」的参加券，隨機50枚。

## 收錄曲

### TYPE-A
CD
1. Romance Privacy [4:35]
（作詞：秋元康、作曲・編曲：若田部誠）
音樂影片はシリアスドラマ仕立てで、約18分鐘長[2]。柏木由紀飾演戶田惠子出演的神化領袖魅力議員繼承母親的遺願，以政治家為目標的少女，高城亞樹飾演SP、倉持明日香飾演秘書[3]。劇中で高城はアクションシーンに挑戦している[2]。
  - TBS系列『ひるおび!』7月度結尾曲
2. Rainy day [4:59] 
（作詞：秋元康、作曲：青木真一、編曲：五十嵐"IGAO"淳一）
  - CM：伊藤洋華、西武・そごう、Seven Net Shop「レインスタイルコレクション」
  - 富士電視台系列『ウチくる!?』6月&7月結尾曲
3. Romance Privacy（instrumental）
4. Rainy day （instrumental）

DVD
1. 「Romance Privacy」Music Clip
2. 「Rainy day」Music Clip

初回限定特典
- 交易卡（成員每人3種+集合1種其中1種隨機封入）

初回限定盤数量限定封入特典
- 「ワタ鍋会」参加券 （隨機封入）

### TYPE-B
CD
1. Romance Privacy
2. 蓋瓶 [4:43] 
（作詞：秋元康、作曲：高阪昌至、編曲：酒井陽一）
3. Romance Privacy（instrumental）
4. 蓋瓶（instrumental）

DVD
1. 「Romance Privacy」Music Clip
2. French Kiss彈丸旅遊in澳門

初回限定特典
- 交易卡（成員每人3種+集合1種其中1種隨機封入）

初回限定盤数量限定封入特典
- 「ワタ鍋会」参加券（隨機封入）

### TYPE-C
CD
1. Romance Privacy
2. 生理節律 [4:56]
（作詞：秋元康、作曲：合渡恵子、編曲：五十嵐"IGAO"淳一）
3. Romance Privacy （instrumental）
4. 生理節律 （instrumental）

DVD
1. 「Romance Privacy」Music Clip
2. 「ワタ鍋」ほぼ3分間Cooking

初回限定特典
- 交易卡（成員每人3種+集合1種其中1種隨機封入）

初回限定盤数量限定封入特典
- 「ワタ鍋会」参加券（隨機封入）

### 劇場盤
CD
1. Romance Privacy
2. 火山灰 [5:20] - 柏木由紀 
（作詞：秋元康、作曲：川浦正大、編曲：五十嵐“IGAO”淳一）
3. Romance Privacy （instrumental）
4. 火山灰 （instrumental）

## 備註
1. ↑  . デイリースポーツ. 2012-06-04  [2012-06-05]. （原始内容存档于2012-06-05）.
2. 1 2  . 時事通信社 Youtubeチャンネル. 2012-06-28  [2012-06-30]. （原始内容存档于2016-04-14）.
3. ↑  . オリコン. 2012-06-04  [2012-06-05].

## 外部連結
- avex network介紹網站

  - French Kiss官方網站内介紹網站（页面存档备份，存于）